# Асланов, Вугар (борец)
Вугар Асланов (азерб. Vüqar Aslanov; 20 марта 1976, Баку, Азербайджанская ССР, СССР) — азербайджанский борец греко-римского стиля, участник Олимпийских игр.

## Карьера
В октябре 2003 года во французском Кретее на чемпионате мира занял 9 место, тем самым завоевал Олимпийскую лицензию. В августе 2004 года на Олимпийских играх в Афинах в групповом раунде провёл три схватки, во всех потерпел поражение, сначала уступил греку Алексиосу Колицопулосу, затем Александру Доктуришвили из Узбекистана и венгру Тамашу Берзице.

## Достижения
- Чемпионат Европы по борьбе среди юниоров 1993 — 10;
- Чемпионат мира по борьбе среди юниоров 1994 — ;
- Чемпионат Европы по борьбе 1995 — 18;
- Чемпионат мира по борьбе среди молодёжи 1995 — 7;
- Чемпионат мира по борьбе 1995 — 24;
- Чемпионат Европы по борьбе 1997 — 6;
- Чемпионат мира по борьбе 1997 — 13;
- Чемпионат мира по борьбе среди студентов 1998 — ;
- Чемпионат Европы по борьбе 1999 — 16;
- Чемпионат мира по борьбе 1999 — 10;
- Чемпионат мира по борьбе 2002 — 12;
- Чемпионат Европы по борьбе 2003 — 15;
- Чемпионат мира по борьбе 2003 — 9;
- Чемпионат Европы по борьбе 2004 — 14;
- Олимпийские игры 2004 — 12;